# You Are the Only One (謝爾蓋·拉扎列夫歌曲)
是俄羅斯男歌手賽奇·拉查列夫的歌曲，由菲利普·基尔科罗夫作詞，季米特里斯·高多普洛、約翰·巴拉德和拉爾夫·查理（Ralph Charlie）共同作曲。單曲於2016年3月5日透過全俄国家电视广播公司發行。代表俄罗斯參與2016年在瑞典斯德哥尔摩舉辦的2016年歐洲歌唱大賽，最終以491分位居亞季軍。

## 製作與發行
由菲利普·基尔科罗夫作詞，季米特里斯·高多普洛、約翰·巴拉德和拉爾夫·查理（Ralph Charlie）共同作曲，歌曲時長3分6秒，每分鐘112拍以b小調創作，賽奇·拉查列夫的演唱音域位在F♯4至A5之間。這是首典型的流行歌曲，德國《明鏡》描繪歌曲有著歡快曲調、歐陸節拍及尾聲的聲音轉換。《亮点》的延斯·迈尔（Jens Maier）稱歌曲的電子元素和節奏編排讓他想起海伦娜·菲舍尔。
歌曲於2016年3月5日，在《周六报导》（«Вести в субботу»）節目上首度公開，音樂錄影帶不久後被上傳至YouTube。影片由康斯坦丁·謝列夫科夫（Константин Черепков）執導，此前他也參與執導幾部拉查列夫的音樂錄影帶。2015年俄羅斯小姐弗拉迪斯拉娃·葉夫杜盛柯擔任女主角。3月21，拉查列夫於庫斯克音樂會首度現場演唱，比賽過後，拉查列夫為配合巡迴演出推出了俄語版歌曲。在2020年，拉查列夫和2005年歐洲歌唱大賽冠軍艾莲娜·帕帕里祖推出雙人合唱版。

## 歐洲歌唱大賽

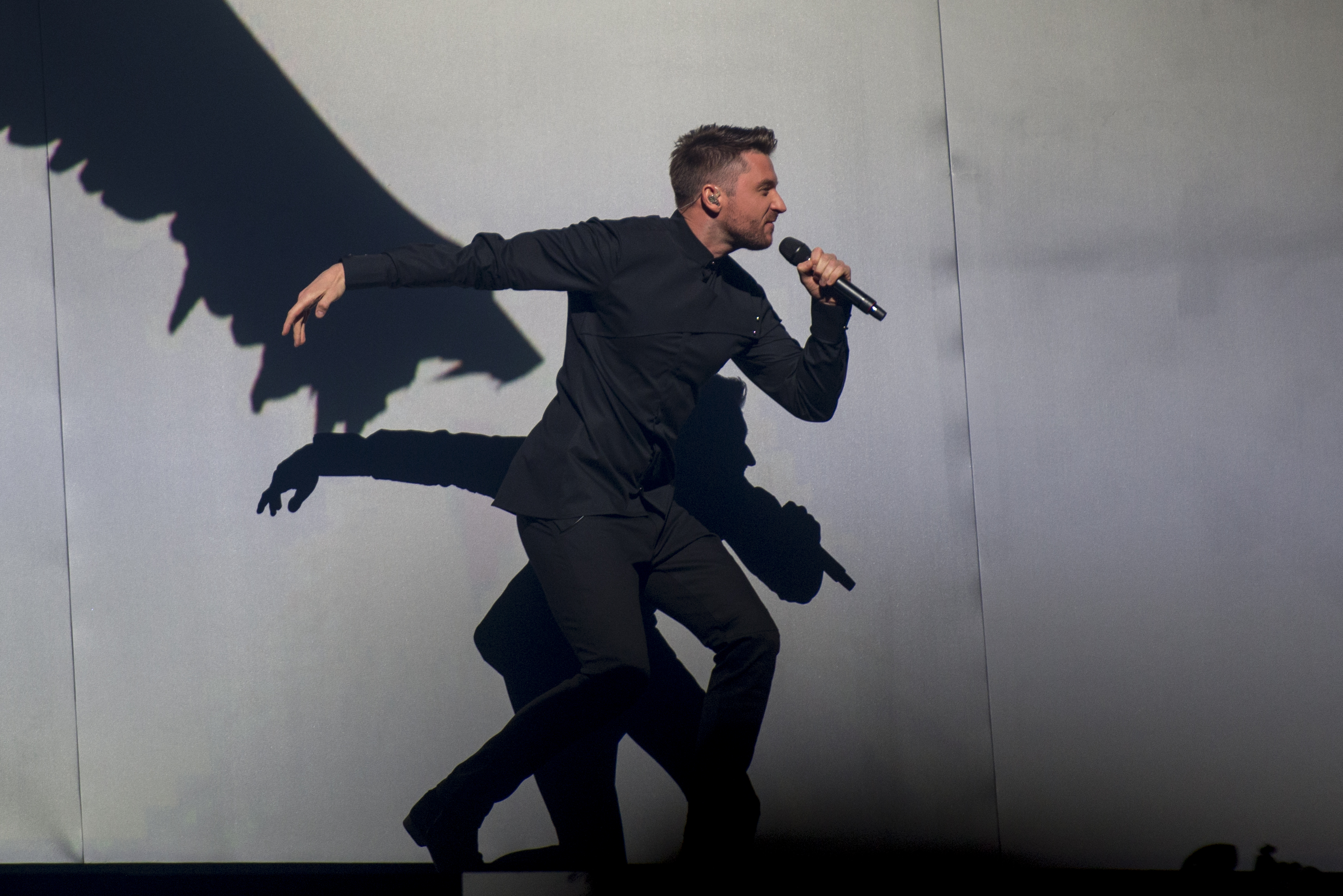
賽奇·拉查列夫在2016年歐洲歌唱大賽

在賽奇·拉查列夫獲封俄罗斯年度歌手後不久，全俄国家电视广播公司（VGTRK）宣布拉查列夫將代表俄罗斯參與2016年在瑞典斯德哥尔摩舉辦的2016年歐洲歌唱大賽。歌曲在2016年3月3日正式公布，並在3月5日於《周六报导》、YouTube同步公開。本屆歐洲歌唱大賽於瑞典斯德哥爾摩球形體育館舉行，經過「半決賽分配抽籤」被安排在5月10日舉行的第一場半決賽（Semi-final 1），演出序位第9。
拉查列夫和五位舞者在特殊設計的投影幕前表演，他像是漂浮般躺在投影幕上，接著身後的舞台碎成一片，彷彿翱翔在宇宙中。拉查列夫在最後站上投影幕，歌詞唱的「唯一一人」出現並抓住投影幕上的星星。此次舞台靈感由伊利亚斯·库库托斯（Ilias Kokotos）提供，福卡斯·伊萬傑裡諾斯（Fokas Evangelinos）負責編舞和執行工作，亞歷克斯·班乃（Alex Panayi）擔任聲樂指導。
拉查列夫的演出獲得熱烈回響。法國表示拉查列夫的演出精妙且充滿活力。延斯·迈尔盛讚拉查列夫居然能完美地在高科技舞台上表演，這場表演奠定了歐洲歌唱大賽的演出標竿。歐洲歌唱大賽官方稱帶來技術和演出創意革新。拉查列夫最終以342分獲得第一場半決賽冠軍，挺進決賽。
隨著投票制度改變，各國評分被分為「電視觀眾票選」及「專業評審委員」，使每個國家從最多給予12分改為給予24分。在14日的決賽，拉查列夫以491分獲得2016年歐洲歌唱大賽季軍，其評審得分130分，觀眾得分361分，亦是本屆觀眾得分最高的作品，並獲頒馬塞爾·貝桑松獎「新聞獎」。

## 專業評價
Vox記者扎克·博尚（Zack Beauchamp）給予好評，博尚表示歌曲正是最受比賽歡迎的快節奏流行歌曲，而從半決賽的表現不難理解為何大家這麼喜歡他，顯然大家喜歡看著花花公子站在投影3D冰山前唱歌。法國電視一台的珍妮佛·勒西厄尔（Jennifer LeSieur）表示這場有著美聲、美女、冰火交替的表演不光展現出拉查列夫無與倫比的魅力更是俄羅斯奪冠的決心。是Wiwibloggs的內部評審團給予歌曲8.7/10分，是當屆分數最高的參賽作品。評審團驚訝俄羅斯居然派出這麼不像俄羅斯的作品，雖然整體看來有些俗氣、過時甚至誇張，但它完美契合比賽氛圍，經過拉查列夫的演藝變得更加耀眼奪目。歌曲分數在2010年代的評選被下調至8.11/10分，評審團認為正是拉查列夫的精采演出，才讓這首如俗氣的流行歌曲成為比賽經典。
《德国之声》將列入本屆十佳歌曲。將歌曲列為「2010年代百大歐洲歌唱大賽歌曲」第85名，最為十年來最好的歌曲，除了得益於拉查列夫強勁乾淨的歌聲，還有複雜華麗的舞台效果，它讓俄羅斯再次進入前三名，並與乌克兰戰到最後一刻。

## 曲目列表
| 數位下載 | 數位下載             | 數位下載 |
| 曲序     | 曲目                 | 时长     |
| -------- | -------------------- | -------- |
| 1.       | You Are the Only One | 3:06     |

| 數位下載 | 數位下載                | 數位下載 |
| 曲序     | 曲目                    | 时长     |
| -------- | ----------------------- | -------- |
| 1.       | Пусть весь мир подождёт | 3:06     |

| 數位下載 | 數位下載             | 數位下載 |
| 曲序     | 曲目                 | 时长     |
| -------- | -------------------- | -------- |
| 1.       | You Are the Only One | 3:13     |

## 參與名單
來源：Qobuz
- 賽奇·拉查列夫 – 主藝人
- 約翰·巴拉德（英语：John Ballard (record producer)） – 作曲
- 菲利普·基尔科罗夫 – 作詞
- 拉爾夫·查理（Ralph Charlie） – 作曲
- 季米特里斯·高多普洛（英语：Dimitris Kontopoulos） – 作曲

## 榜單表現
| 排行榜（2016年）                 | 排名 |
| -------------------------------- | ---- |
| 奧地利（Ö3四十強單曲榜）         | 40   |
| 比利时佛兰德（Ultratip）         | 22   |
| 獨立國協（Tophit電台榜）         | 18   |
| 芬蘭（芬蘭官方下載榜）           | 17   |
| 法國（法國唱片出版業公會單曲榜） | 53   |
| 匈牙利（四十強單曲榜）           | 40   |
| 冰島（RÚV）                      | 19   |
| 俄羅斯（Tophit電台榜）           | 19   |
| 蘇格蘭（官方榜单公司單曲榜）     | 71   |
| 瑞典（瑞典最熱榜）               | 34   |
| 英國（官方榜單公司下載榜）       | 75   |

| 榜單（2016年）           | 排名 |
| ------------------------ | ---- |
| 獨立國協（Tophit電台榜） | 163  |
| 俄羅斯（Tophit電台榜）   | 152  |